# Đorđe Miliša
Đorđe Miliša (Drniš, 1896. – Šibenik, 1973.) bio je hrvatski novinar.  

## Životopis
Rodio se 1896. godine u Drnišu kao Jure Miliša. Sudjelovao je u revolucionarnom pokretu mornara u Šibeniku 1918. godine, te su ga austrougarske vlasti osudile na smrt kao pristašu jugoslavenstva. U međuratnom razdoblju ostaje na pozicijama jugoslavenskog nacionalizma, učlanjuje se u ORJUNA-u i mijenja ime u Đorđe. U godinama prije izbijanja Drugog svjetskog rata postaje blizak komunistima. Od 1926. pa do uspostave Nezavisne Države Hrvatske u travnju 1941. radi kao novinar u zagrebačkim Novostima. Dana 21. travnja 1941. uhićen je po nalogu Mije Babića i zatočen u zatvoru na zagrebačkoj Savskoj cesti. U prosincu 1941. prebačen je u Jasenovac, a u siječnju 1942. u Staru Gradišku.
Nedugo po završetku Drugog svjetskog rata Miliša je napisao i u vlastitoj nakladi objavio knjigu U mučilištu-paklu Jasenovac. Uz svoje logoraško iskustvo u dobrom dijelu knjige prepričao kazivanja drugih logoraša. Nove komunističke vlasti ubrzo su sudski zabranile prodaju knjige. Miliša je do odlaska u mirovinu 1953. godine radio kao lektor i korektor u zagrebačkom Vjesniku.

## Vanjske poveznice
- U mučilištu-paklu Jasenovac